# Cornelia Scheel

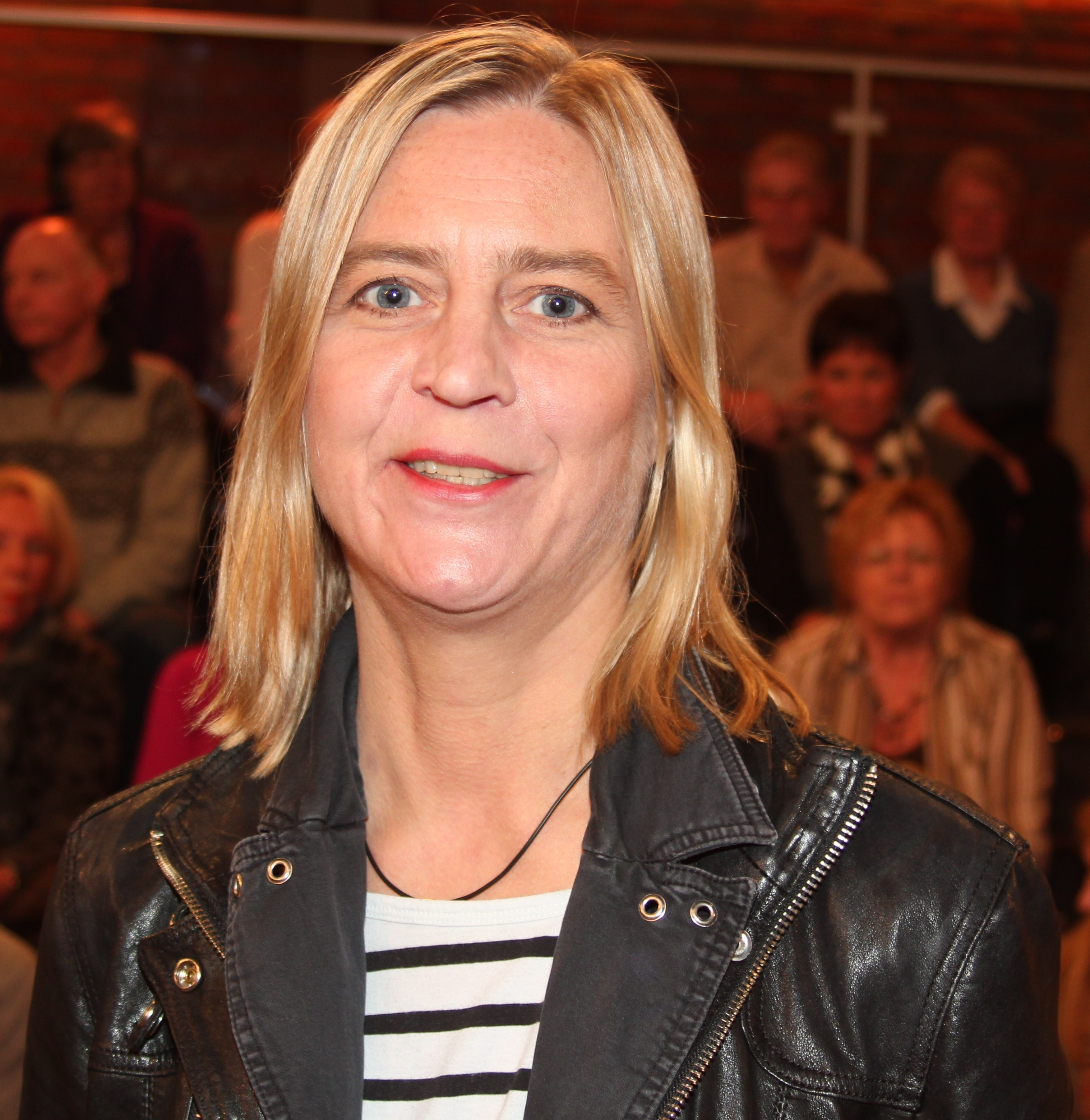
Cornelia Scheel (2010)

Cornelia Maria Barbara Eleonore Scheel (* 28. März 1963 in München; gebürtig Cornelia Maria Barbara Eleonore Wirtz) ist eine deutsche LGBT-Aktivistin und Autorin. 2017 übernahm sie von Dagmar Schipanski den Vorsitz des Fördervereins „Mildred-Scheel-Kreis“ der Stiftung Deutsche Krebshilfe.

## Leben

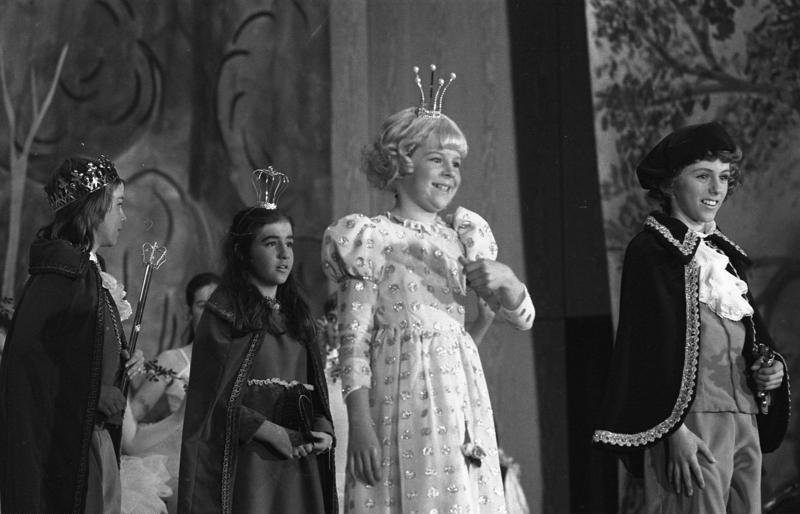
Cornelia Scheel (1972)

Cornelia Scheel ist die Tochter der Ärztin und späteren Gründerin der Deutschen Krebshilfe Mildred Scheel geb. Wirtz und des Filmregisseurs Robert Adolf Stemmle. Die ersten zwei Lebensjahre verbrachte sie in einem Kinderheim. Danach zog Mildred ihre Tochter alleine groß. Nach der Heirat ihrer Mutter mit dem späteren Bundespräsidenten Walter Scheel im Jahr 1969 wurde sie von diesem adoptiert und erhielt damit dessen Familiennamen. Sie besuchte das Nicolaus-Cusanus-Gymnasium in Bonn. Mitte der 1970er-Jahre wirkte sie zugunsten der 1974 von ihrer Mutter gegründeten Deutschen Krebshilfe als Kindersprecherin an dem Hörspiel Michael und die Tredizianer mit. Scheel machte Abitur und studierte fünf Semester Medizin in Innsbruck.
Nach dem Studium arbeitete sie drei Jahre lang für die Deutsche Krebshilfe, deren Präsidentin ihre Mutter von 1979 bis zu ihrem Tod 1985 gewesen war. Hier kümmerte sich Cornelia Scheel besonders um die Belange der Kinderkrebshilfe mit dem Schwerpunkt Öffentlichkeitsarbeit. Nachdem sie im Januar 1991 gemeinsam mit Hella von Sinnen beim Bundespresseball in Bonn erschienen war und damit ihre Beziehung, die bis 2015  andauern sollte, bekannt gemacht hatte, wurde sie von der Geschäftsführung der Deutschen Krebshilfe von der Öffentlichkeitsarbeit entbunden, da die Organisation den Verlust von Spenden befürchtete. Scheel beendete daraufhin ihr Arbeitsverhältnis bei der Deutschen Krebshilfe, blieb aber mit dem Lebenswerk ihrer Mutter verbunden. Seit 2009 engagiert sich Cornelia Scheel wieder für die Arbeit der Deutschen Krebshilfe im Kampf gegen die Volkskrankheit Krebs. Im September 2015 forderte sie zusammen mit deren Präsidenten Fritz Pleitgen und ihrer Schwester die Zuschauer der Carmen Nebel Spenden-Gala zu Gunsten der Deutschen Krebshilfe zum Spenden auf. 2016 bekräftigte Scheel öffentlich ihre Solidarität mit dem Lebenswerk ihrer Mutter durch die Teilnahme mit der Führungsspitze der Deutschen Krebshilfe an der ZDF-Benefiz-Gala Willkommen bei Carmen Nebel.
1998 gründete Scheel gemeinsam mit Hella von Sinnen das Unternehmen Komikzentrum GmbH, das unter anderem Texte von Sinnens produziert.
Ende Oktober 2015 erschien ihr Buch Mildred Scheel – Erinnerungen an meine Mutter, in dem sie 30 Jahre nach Mildred Scheels Tod ihre Erinnerungen an ihre Mutter niedergeschrieben hat.
Im Dezember 2017 ernannte die Deutsche Krebshilfe Cornelia Scheel zur neuen Vorsitzenden ihres Fördervereins Mildred-Scheel-Kreis.

## Sozialpolitische Aktivitäten
Scheel und von Sinnen nahmen 1992 an der Aktion Standesamt des damaligen Schwulenverbands in Deutschland (SVD; heute Lesben- und Schwulenverband in Deutschland, LSVD) teil: am 26. Mai 1992 bestellten sie in Köln das Aufgebot. Beide kündigten an, bei einer Nichtanerkennung bis vor das Bundesverfassungsgericht zu ziehen. Daraufhin riefen sowohl der SVD als auch die zunächst skeptischen Schwulen Juristen (die eigentlich die Zeit für noch nicht reif für die gleichgeschlechtliche Ehe hielten und daher lieber noch abgewartet hätten, um eine größere Anzahl zur Klageerhebung bewegen zu können) eine deutschlandweite Aktion aus, die sich Aktion Standesamt nannte. Scheel und von Sinnen sowie 250 andere homosexuelle Paare beantragten am 19. August 1992 in mehr als 50 deutschen Städten gleichzeitig eine Trauung. Dies wurde gemäß der Gesetzeslage abgelehnt; die Verfassungsbeschwerden vor dem Bundesverfassungsgericht wurden nicht angenommen. Aus diesem Engagement heraus entstand das zusammen mit der deutschen Band Rosenstolz produzierte Lied Ja, ich will, in dessen Video von Sinnen und Scheel mitwirkten.

## Veröffentlichungen
- gemeinsam mit Hella von Sinnen: Des Wahnsinns fette Beute. Rowohlt, 2011, ISBN 978-3-499-62763-7.
- Mildred Scheel: Erinnerungen an meine Mutter. Rowohlt Reinbek, 2015, ISBN 978-3-498-06087-9.
- Übersetzung mit Hella von Sinnen und Monika Salchert: Simpsons Mundart: Bd. 5: Die Simpsons auf Kölsch. Panini Verlags GmbH, 2016, ISBN 978-3-95798-611-5.
- "Wie ist das mit dem Krebs", Einführung Cornelia Scheel für das Kindersachbuch von Ärztin Sarah Roxana Herlofsen. Illustration Dagmar Geisler. Gabriel Verlag, 2018, ISBN 978-3-522-30504-4.
- Übersetzung mit Hella von Sinnen und Vera Kettenbach: Asterix Mundart Kölsch IV: Asterix kütt nohm Kommiss. Egmont Comic Collection, 2020, ISBN 978-3-7704-4115-0.
- Übersetzung mit Hella von Sinnen und Vera Kettenbach: Asterix Mundart Kölsch V: Et Baasjezänks. Egmont Comic Collection, 2022, ISBN 978-3-7704-0193-2.
- gemeinsam mit Hella von Sinnen: Dear Dicki: Erinnerungen an Dirk Bach. Rowohlt, 2022, ISBN 978-3-499-00861-0.

## Auszeichnungen (Auswahl)
- Rosa Courage Preis, Osnabrück (gemeinsam mit Hella von Sinnen)[16]